# Áilu Valle

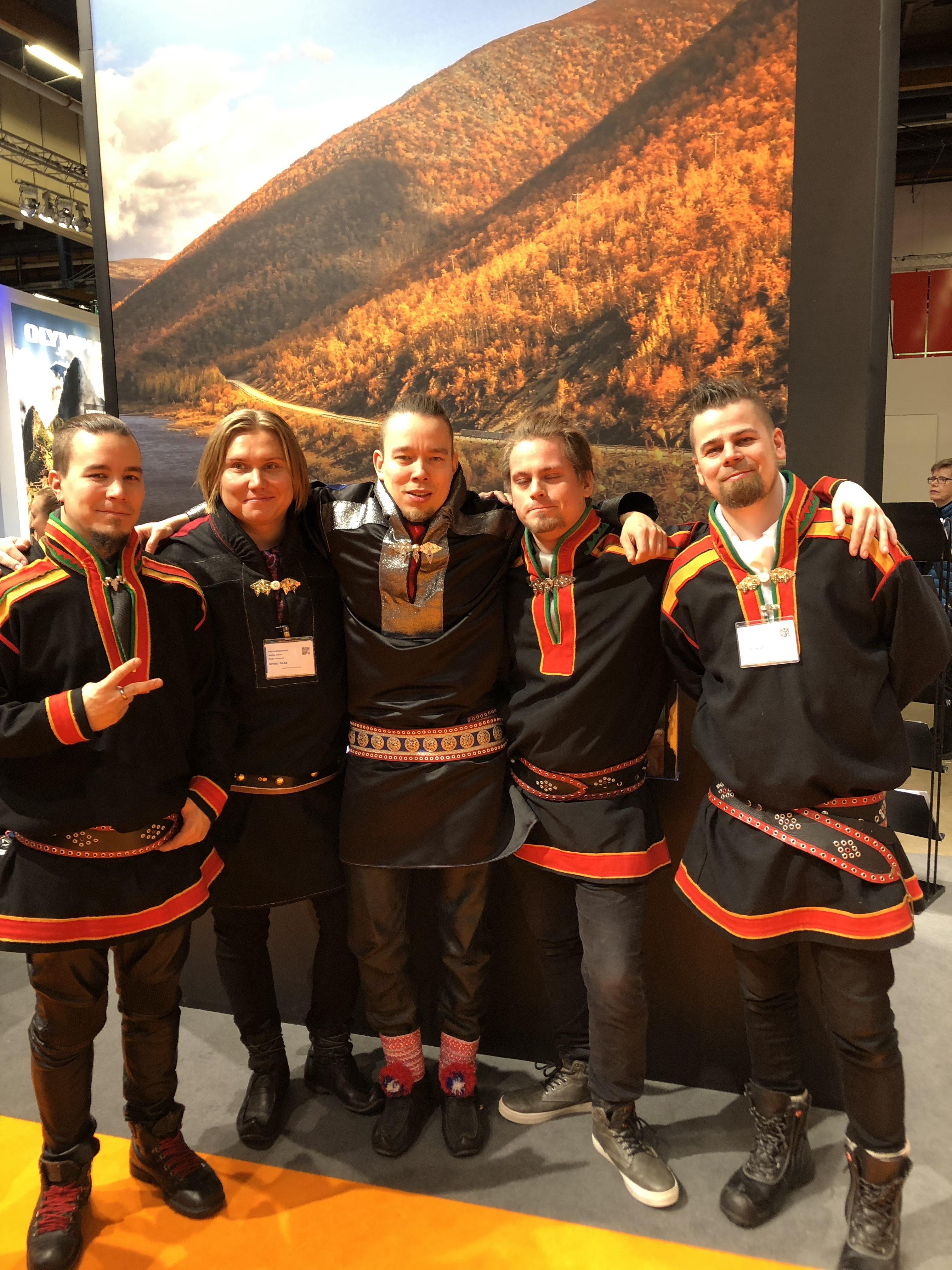
Áilu Valle mit seiner Band Trio Boogiemen (2019)

Áilu Valle (auch Ailu, * 1985 in Utsjoki) ist finnisch-samischer Musiker und der erste Rapper in einer samischen Sprache.

## Leben
Valle stammt aus dem Dorf Kaamasmukka in der nördlichsten Gemeinde Finnlands Ohcejohka (finnisch Utsjoki). Seine Musikerkarriere begann er mit Rap in englischer und finnischer Sprache, wechselte dann jedoch in seine Muttersprache Nordsamisch. Er hat an der Universität von Oulu eine Ausbildung als Lehrer absolviert und hofft, dass die Verwendung des Nordsamischen in der Musik zum Revival der Sprache bei Jugendlichen beiträgt. Über Lappland sagt er: du kannst zwar Lappland verlassen, aber Lappland verlässt dich nicht, deswegen ist er auch nach seinem Studium wieder nach Lappland zurückgekehrt. Sein erstes Album Dušši dušše duššat (nordsamisch, dt. Sinnlos einfach unterzugehen) erschien 2012. In seinem zweiten Album 7 (2015) verbindet Valle samische Weltanschauung und östliche Philosophie. Musikalische Vorbilder sind für ihn Nils-Aslak Valkeapää und der finnische Rapper Asa. Vor dem Erscheinen seinen ersten Albums war er aktiv in Rapp-Formationen in der Stadt Oulu, so bei den Alben von Pummiharmonia und Roolipolunveljekset. Sein Lied Dušši dušše duššat erschien im Original und deutscher Übersetzung von Christine Schlosser in einer Lyrik-Anthologie.

## Diskographie
- 1994 Hoŋkoŋdohkká (Kinderalbum)
- 2012 Ailu Valle: Dušši dušše duššat (Tuupa Records)
- 2012 Pummiharmonia: Parasta ennen (author’s edition)
- 2014 Pummiharmonia: Bardo (MediaCroco Records)
- 2015 Ailu Valle: 7 (Tuupa Records)
- 2019 Ailu Valle: Viidon sieiddit (Petrichord Records)

### Singles
- 2014 Paleface ft. Ailu Valle: Jostain paljon kauempaa
- 2015 Räppärit rasismia vastaan
- 2015 Ylva ft. Ailu Valle: Roryda
- 2016 Amoc ft. Ailu Valle Kiälláseh
- 2016 Mokoma ft. Ailu Valle: Rautaa rinnoissa / Ruovddi rattiin
- 2017 Ameeba ft. Paleface, Ailu Valle: Occupy HKI
- 2020 Yungmiqu ft. Ailu Valle: Maid Jos It